# Georg Valdemar Brücker
Georg Valdemar Brücker, född 1852 och död 1929 var en dansk frimenighetspräst.
Brücker upprättade 1899 Aagaard folkhögskola, och hävdade de från Grundtvig stammande synpunkterna om andlig frihet och vidsynt frisinne, samtidigt som han företrädde en positiv religiositet med inslag av mystik. 1925-26 utgav han en självbiografi, Mit livs vej.